# Michael Rothwell
Michael Rothwell, né le 30 juin 1953 à Honolulu et mort le 9 février 2025 dans la même ville, est un skipper américain.

## Carrière
Michael Rothwell obtient une médaille d'argent dans la catégorie des Tornado lors des Jeux olympiques d'été de 1976 à Montréal.